# Mitterndorfer Biotopverbund
Mitterndorfer Biotopverbund este o arie protejată (arie specială de conservare — SAC, sit de importanță comunitară — SCI) din Austria întinsă pe o suprafață de 261,65 ha, integral pe uscat.

## Localizare
Centrul sitului Mitterndorfer Biotopverbund este situat la coordonatele 47°34′20″N 13°54′50″E / 47.5723°N 13.914°E.

## Înființare
Situl Mitterndorfer Biotopverbund a fost declarat sit de importanță comunitară în octombrie 2017 pentru a proteja 4 specii de plante și 5 specii de animale. Situl a fost protejat și ca arie specială de conservare în octombrie 2020.

## Biodiversitate
Situată în ecoregiunea alpină, aria protejată conține 7 habitate naturale: Fânețe montane, Turbării active, Mlaștini oligotrofe degradate, capabile încă de regenerare naturală, Mlaștini turboase de tranziție și turbării mișcătoare, Mlaștini alcaline, Păduri pe pante, grohotișuri și ravene de Tilio-Acerion, Mlaștini împădurite.
La baza desemnării sitului se află mai multe specii protejate:
- plante (4): Buxbaumia viridis, mușchi (Dicranum viride), Hamatocaulis vernicosus, Scapania carinthiaca
- amfibieni (2): izvoraș-cu-burta-galbenă (Bombina variegata), Triturus carnifex
- nevertebrate (2): Austropotamobius torrentium, fluturele auriu (Euphydryas aurinia)
- pești (1): zglăvoacă (Cottus gobio)